# LTUインターナショナル

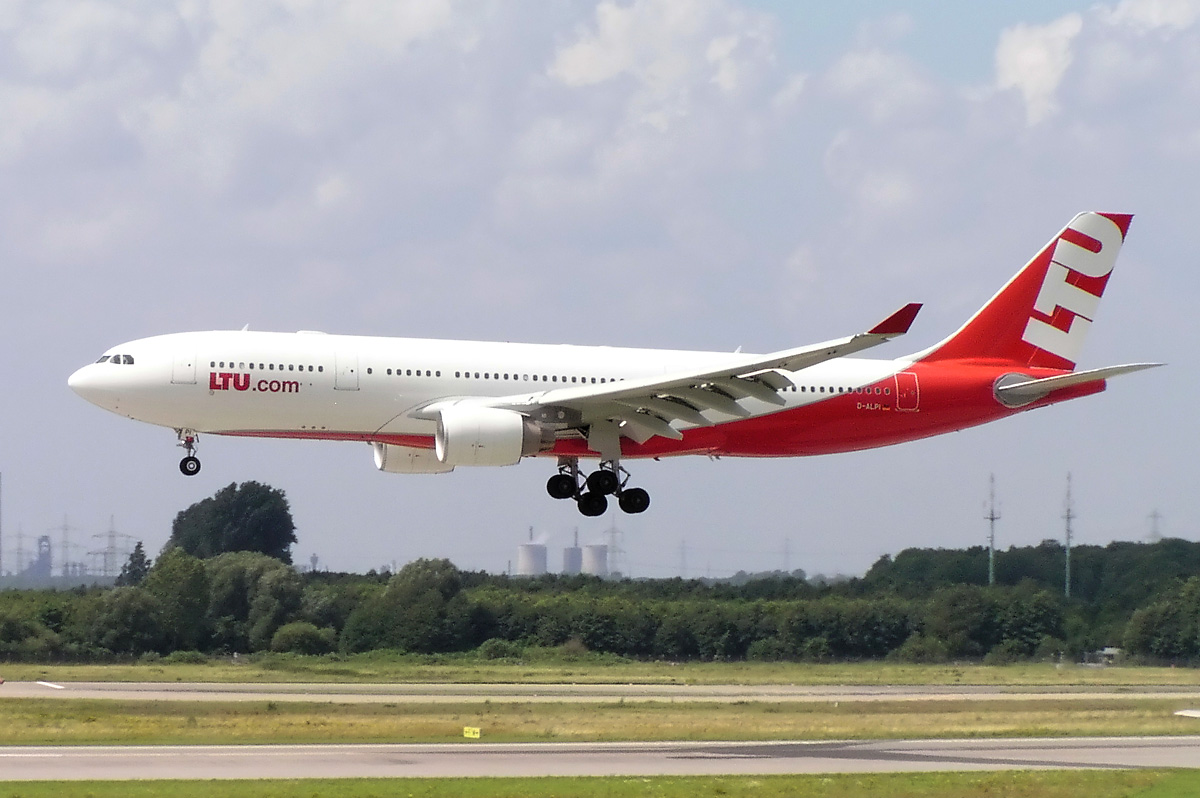
LTU A330-200

LTUインターナショナル（エルティーユー・インターナショナル、ドイツ語：Lufttransport-Unternehmen GmbH ）はドイツ・デュッセルドルフに拠点を置く航空会社であった。LTUはドイツ語のLuftTransport-Unternehmenの略語で航空運輸企業を意味している。
中長距離と同様にチャーター便の運航も行っている。ハブ空港(拠点空港)としてデュッセルドルフ空港とミュンヘン国際空港を利用しているが第三のハブ空港として2007年よりベルリン・テーゲル空港にも拠点を置くようになったが、2009年にエア・ベルリンに買収され、さらにエア・ベルリンも2017年に倒産してしまった。

## 沿革
LTUは1955年5月にLufttransport Unionとして設立され、同年10月20日よりフランクフルト・アム・マインで運航を開始した。現在の社名は1956年より使われ、1961年よりデュッセルドルフを本拠地としている。デュッセルドルフ空港からはルフトハンザドイツ航空の北米直行便と競合関係にある。LTUは2007年現在、Verwaltungsgesellschaftが55%、Marbach Beteiligung und Consulting が45%所有し、従業員数2,892名である。
2007年3月にはエア・ベルリンがLTUを買収し、ヨーロッパでは4番目に大きな航空企業グループが形成された。2006年には2210万人の旅客を輸送し、輸送実績は増加傾向にある。
2007年にはA330-200を使用したヨーロッパでは初の北極観覧ツアーを行っている。ベルリン・テーゲル空港に新たに拠点を置き、バンコクやカリブ海方面の路線を就航させている。2009年にエア・ベルリンに吸収合併された。

## 就航地
- アフリカ
  - 南アフリカ
    - ケープタウン(ケープタウン国際空港)

  - モーリシャス
    - モーリシャス(サー・シウサガル・ラングーラム国際空港)

  - ケニア
    - モンバサ(モイ国際空港)

  - ナミビア
    - ウィントフック(ウィンドフック・ホセア・クタコ国際空港)

- アジア
  - タイ
    - バンコク(スワンナプーム国際空港)
    - プーケット(プーケット国際空港)

  - スリランカ
    - コロンボ(バンダラナイケ国際空港)

  - モルジブ
    - マレ(イブラヒム・ナシル国際空港)

- 北中米
  - アルバ
    - アルバ(ベアトリクス女王国際空港)

  - メキシコ
    - カンクン(カンクン国際空港)

  - アメリカ
    - フォートマイヤー(サウスウェスト国際空港)
    - ニューヨーク(ジョン・F・ケネディ国際空港)
    - マイアミ(マイアミ国際空港)
    - ロサンゼルス(ロサンゼルス国際空港)※2008年5月再開予定

  - キューバ
    - オルギン(フランクパイス空港)
    - バラデロ(ファングアルベルトゴメス空港)

  - ジャマイカ
    - モンテゴ・ベイ(サングスター国際空港)

  - ドミニカ共和国
    - サマナ(サマナ・エル・カテェイ国際空港)
    - プエルト・プラタ(グレゴリオ・ルペロン国際空港)

  - カナダ
    - バンクーバー(バンクーバー国際空港)

## 機材
- エアバスA320-200　10機
- エアバスA321-200　4機
- エアバスA330-200　9機
- エアバスA330-300　3機

平均使用年数は6.6年となっている。エア・ベルリンに買収後は7機のみLTUカラーで残っている。